# Luke Petitgout
(en) Statistiques sur pro-football-reference
Lucas George Petitgout (né le 16 juin 1976) est un joueur de football américain ayant évolué au poste d'offensive tackle en National Football League (NFL) pendant 9 saisons.
Il avait été drafté par les Giants de New York en 19e choix global lors du premier tour de la Draft 1999 de la NFL.
Auparavant, il avait évolué au niveau universitaire chez les Fighting Irish de Notre Dame.
Après les Giants, il a terminé sa carrière chez les Buccaneers de Tampa Bay.
Le 19 décembre 2015, Petitgout fut condamné à effectuer de la prison pendant 30 jours pour avoir harcelé son ex épouse,.

## Sa jeunesse
Petitgout a fréquenté l'école secondaire de Sussex Central à Georgetown dans le Delaware, où il évolue comme Defensive lineman et Tight end dans l'équipe de football.

## Carrière en NCAA[3]
Petitgout intègre en 1994 l'université de Notre Dame où il va performer en intégrant l'équipe des Fighting Irish évoluant en Division I (FBS) de la NCAA.
Il ne participe à aucun match comme rookie lors de la saison 1994 à la suite d'une opération au mois août (appendicectomie).
En 1995, il participera à 3 matchs (contre USC, Navy et l'Air Force) comme réserviste au poste d'offensive guard.
En 1996, il participe à 6 matchs au poste d'offensive tackle (contre Purdue, Texas, Washington, Navy, Boston College, Pittsburgh et Rutgers) et la plupart du temps comme réserviste principal du titulaire Chris Clevenger au poste de left tackle.
En 1997, à la suite de la blessure de Chris Clevenger, il devient titulaire pour les 11 matchs de la saison régulière ainsi que pour l'Independence Bowl 1997 contre LSU. Il forme avec le senior Mike Rosenthal une des meilleures ligne offensive en 1997.
N'ayant pas joué lors de la saison 1995, il pourra effectuer une cinquième année au niveau universitaire. Comme senior (en 1998), il compilera 74 blocks et sera sélectionné dans l'équipe type des équipes indépendantes.
À Notre Dame, il portait le numéro 54.

## Carrière en NFL[4]

### Giants de New York
Les Giants de New York choisissent Petitgout lors du 1er tour de la draft 1999 de la NFL comme 19e choix global.
Considéré par la franchise comme directement prêt à jouer en NFL, Petitgout occupe tout de suite les postes de left guard et de right tackle avant d'être fixé définitivement au poste de left guard en 2002.
Dès sa première saison chez les Giants, il participe le 28 janvier 2001 au poste de RT au Super Bowl XXXV perdu 34 à 7 contre les Ravens de Baltimore.
Il est gêné par des problèmes de dos en 2003 et 2004 et se casse la jambe au milieu de la saison 2006.
Le 12 février 2007, il est libéré par les Giants.
Il aura débuté comme titulaire 110 matchs sur les 117 auxquels il aura participé avec le numéro 77.
Il aura joué 4 matchs de playoffs et à 1 Super Bowl (2 matchs gagnés et 3 perdus) pour New York :
- Saison 2000
  - victoire 20 à 10 contre Philadelphia
  - victoire 41 à 0 contre Minnesota
  - défaite 34 à 7 au Super Bowl XXXV contre Baltimore
- Saison 2002 :
  - défaite 39 à 38 contre San Francisco
- Saison 2005
  - défaite 23 à 0 contre Carolina

### Tampa Bay Buccaneers
Petitgout signe en mars 2007 chez les Buccaneers de Tampa Bay.
Il y débute comme titulaire au poste de left guard , mais se blesse au genou lors de la semaine 4 contre les Panthers de la Caroline.
Il est placé en injured reserve jusqu'en fin de saison et est libéré le 16 août 2008.
| Statistiques de Luke Petitgout en NFL |              |        |        |     |     |    |
| Saisons                               | Équipes      | Numéro | Postes | GS  | G   | FR |
| 1999                                  | NYG          | 77     | LG     | 15  | 8   | -  |
| 2000                                  | NYG          | 77     | RT     | 16  | 16  | 1  |
| 2001                                  | NYG          | 77     | RT     | 16  | 16  | 1  |
| 2002                                  | NYG          | 77     | LT     | 16  | 16  | -  |
| 2003                                  | NYG          | 77     | LT     | 10  | 10  | -  |
| 2004                                  | NYG          | 77     | LT     | 16  | 16  | 1  |
| 2005                                  | NYG          | 77     | LT     | 15  | 15  | -  |
| 2006                                  | NYG          | 77     | LT     | 9   | 9   | 1  |
| 2007                                  | TB           | 77     | LG     | 4   | 4   | -  |
| Carrière NFL                          | Carrière NFL |        |        | 114 | 110 | 4  |